# Szabolcs (prénom)
Szabolcs est un prénom hongrois masculin.

## Origine
L'origine est contestée, sans doute hunnique.
Une hypothèse renvoie à un mot signifiant « sage dans sa parole ».
Une autre renvoie au chef Szabolcs, dont l'étymologie est également incertaine.
Une des premières attestations donne « zobolchu » dans la Gesta Hungarorum.

## Personnalités portant ce prénom
- Szabolcs Huszti
- Szabolcs Sáfár

## Personnalités historiques
- Szabolcs est le nom d'un chef magyar du Xe siècle, cousin ou neveu du grand-prince Arpad. Il contrôlait en actuelle Hongrie un territoire dont le centre est aujourd'hui un village qui porte son nom. Il pilla l'Italie dans les années 930.

## Fête
Les Szabolcs sont fêtés le 28 juillet, ou parfois le 17 juin ou le 19 septembre.